# Domingos Bonifácio
Domingos Emanuel da Silva Bonifácio (Luanda, 28 ottobre 1984) è un ex cestista angolano.

## Carriera
Con l'Angola ha disputato i Campionati mondiali del 2010 e due edizioni dei Campionati africani (2009, 2011).